# Saamainen
Saamainen är en sjö i kommunen Leppävirta i landskapet Norra Savolax i Finland. Sjön ligger 82,2 meter över havet. Den är 27 meter djup. Arean är 3,26 kvadratkilometer och strandlinjen är 21,64 kilometer lång. Sjön  ingår i Vuoksens huvudavrinningsområde.   Den ligger omkring 28 kilometer söder om Kuopio och omkring 310 kilometer nordöst om Helsingfors. 
I sjön finns öarna Kiviniemi, Lehtosaari, Niittysaari, Kalmo och Laskusaari. 